# La Foye-Monjault
La Foye-Monjault é uma comuna francesa na região administrativa da Nova Aquitânia, no departamento de Deux-Sèvres. Estende-se por uma área de 19,06 km². Em 2010 a comuna tinha 854 habitantes (densidade: 44,8 hab./km²).